# 库尔尚 (埃纳省)
库尔尚（法語：Courchamps，法語發音：[kuʁʃɑ̃] ⓘ）是法国上法蘭西大區埃纳省的一个市镇，属于蒂耶里堡区。

## 地理
库尔尚（49°6'48"N, 3°15'54"E）面积2.72 平方千米，位于法国上法蘭西大區埃纳省，该省份为法国北部内陆省份，北起北部省，西接索姆省和瓦兹省，东临阿登省和马恩省，西南至塞纳-马恩省，东北部与比利时接壤
与库尔尚接壤的市镇（或旧市镇、城区）包括：欧特韦讷、利西克利尼翁、蒙捷、普里耶。

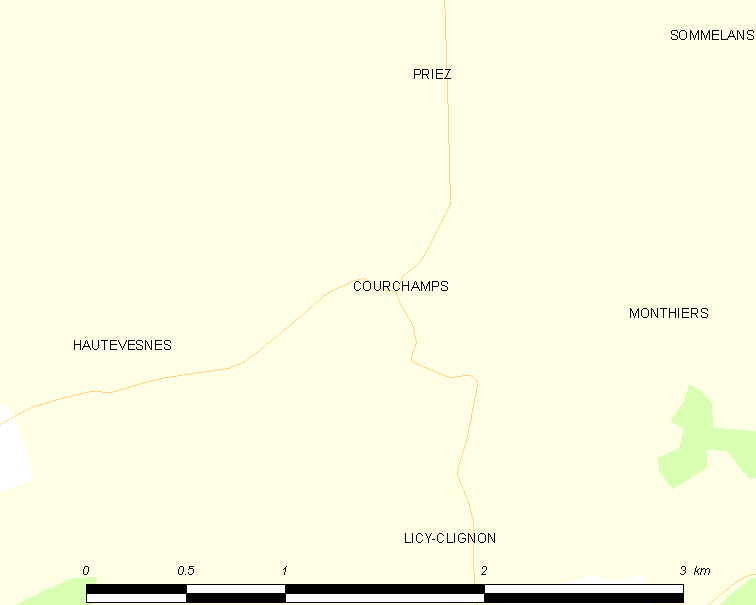
的OSM定位图

库尔尚的时区为UTC+01:00、UTC+02:00（夏令时）。

## 行政
库尔尚的邮政编码为02810，INSEE市镇编码为02225。

## 政治
库尔尚所属的省级选区为维莱科特雷县。

## 人口

1962-2008年间人口变化图示

库尔尚于2022年1月1日时的人口数量为82人。